# Katharina Melanchthon
Katharina Melanchthon geborene Krapp, auch Krappe (* Oktober 1497 in Wittenberg; † 11. Oktober 1557 ebenda), war die Tochter des Wittenberger Schneiders und Bürgermeisters Hans Krapp, spätere Ehefrau von Philipp Melanchthon und Mutter der gemeinsamen Kinder.

## Leben und Wirken
Katharina Melanchthon war die Tochter des Gewandschneiders Hans (Hieronymus) Krapp (1469–1515) und der Katharina Münzer (1468–1548). Ihre Schwestern waren Anna Krapp († 1547), die Augustin Schurff ehelichte, und Anna Barbara Krapp, die zunächst Johannes Schwertfeger heiratete und nach dessen Tod Sebaldus Münsterer. Ihre Brüder waren Christoph Krapp, Hans Krapp, Caspar Krapp, Andreas Krapp sowie Hieronymus Krapp (1490–1563), der den väterlichen Gewandschnitt weiterführte und mehrmals zum Bürgermeister gewählt wurde.
Die Familie Krapp gehörte in Wittenberg zu den führenden Familien, so hatte ihr Vater seit 1494 das Amt des Bürgermeisters inne. Zum Zeitpunkt ihrer Heirat war ihr Vater seit vier Jahren verstorben und ihre Mitgift fiel nur gering aus.
Melanchthon mietete sich nach seiner Ankunft in Wittenberg ein schlichtes Haus, das er oft als „Bude“ bezeichnete. Dort wohnte er mit seinem Gehilfen, dem Famulus Johannes Koch, zusammen. Dieser stammte aus Ilsfeld bei Heilbronn und war zum Wintersemester 1516 zum Studium nach Wittenberg gezogen, wo er am 22. März 1518 sein Studium mit dem akademischen Grad eines Baccalaureus artium abschloss. Danach trat er in die Dienste der Familie Melanchthon. Er hatte zwei Söhne, führte aber keinen eigenen Hausstand. Als er am 3. April 1553 starb, war dies auch für Katharina Melanchthon eine schwere Bürde, denn neben vielen anderen Dingen kümmerte er sich um den Haushalt und half bei der Kinderversorgung mit.
Vor Melanchthons Heirat fürchtete Luther um die Gesundheit seines Freundes, die durch die Männerwirtschaft offensichtlich beeinträchtigt wurde. Um Melanchthons Lebensumstände zu verbessern, aber auch um ihn in Wittenberg zu halten, suchte Martin Luther für Melanchthon 1520 eine Frau.
Als Katharina und Philipp Melanchthon in den Stand der Ehe eintraten, waren beide dreiundzwanzig Jahre alt. Die Verlobung fand wahrscheinlich um den 26./28. August 1520 statt. Zur Hochzeitsfeier lud Melanchthon für den 27. November 1520 ein.
Anfänglich lebte das Paar in der „armen Bude“, wie Martin Luther bedauernd feststellte. Denn obgleich seine Frau aus einem angesehenen Hause stammte und Melanchthon als Professor an der Universität gut verdiente, gab es im Hause Melanchthon nie einen größeren Wohlstand. Ständige Besuche von Universitätsangehörigen, die sich bei diskutierenden Tischrunden im Hause Melanchthons versammelten, und junge Studenten, die Melanchthon in seiner schola domestica als persönlicher Mentor unterrichtete und versorgte, schmälerten das finanzielle Budget des Haushalts. Dank des Einsatzes von Georg Spalatin, des kurfürstlichen Sekretärs, wurde ihnen späterhin aus kurfürstlicher Schatulle ein Jahresgehalt von 200 Gulden gezahlt.
Das Verhältnis zu Katharina Luther, beide Familien lebten in Wittenberg nahe beieinander, soll nicht immer harmonisch verlaufen sein. Der Wittenberger Stadtrat genehmigte wie allen anderen Familien nur eine Ziege für die Haltung, da man fürchtete, dass zu viele Ziegen die Elbdeiche zerstören würden. Katharina Melanchthon aber stellte wegen der vielen zu beköstigenden Studenten ihrer schola domestica einen Antrag für Freilandhaltung von drei Ziegen. Hiergegen intervenierte Luthers Ehefrau, die als durchsetzungsstark und in geldlichen Dingen als erfolgreich galt. Doch Katharina Melanchthon erhielt die städtische Erlaubnis.
In der „armen Bude“ wurden auch die vier Kinder der Melanchthons geboren, zwei Töchter und zwei Söhne. Die älteste Tochter Anna wurde am 24. August 1522 geboren, der älteste Sohn Philipp am 21. Februar 1525. Das dritte Kind, Georg, starb dreijährig 1529, Magdalena wurde am 19. Juli 1531 geboren. Katharina Melanchthon litt mit ihrer ältesten Tochter Anna, die in einer unglücklichen Ehe mit Georg Sabinus lebte. Bei der Geburt des vierten Kindes ihrer Tochter fuhr sie zu ihr nach Frankfurt (Oder), wo sie ihr beistand. Selbst in die Gehaltsverhandlungen ihres Schwiegersohnes intervenierte sie zu seinem Gunsten.
Erst im Jahre 1536 wurde am gleichen Ort der Grundstein für ein neues Haus gelegt (Melanchthonhaus in der Collegienstraße 62). Jahrelang lebte auch Anna Münsterer als Pflegetochter bei den Melanchthons; ihre Mutter war Katharinas Schwester gewesen. Das Ehepaar Münsterer starb an der Pest, die im Oktober 1539 in ihrem Haus durch zugereiste Studenten ausgebrochen sein soll. Die Nichte Anna Münsterer blieb bis zu ihrer Hochzeit mit Ulrich Sitzinger am 20. August 1548 in der Obhut der Familie Melanchthon.
Katharina Melanchthon litt wahrscheinlich an einem chronischen Leberleiden, das offensichtlich im Jahre 1536 erstmals symptomatisch wurde. Als sie am 11. Oktober 1557 um 3 Uhr verstarb, war Jakob Milich anwesend. Auch ihre Tochter Magdalena mit ihrem Mann und den Enkeltöchtern standen ihr bei. Philipp Melanchthon, der zu dieser Zeit bei einem Religionsgespräch in Worms weilte, verlor in der Folge seinen Lebensmut; er starb am 19. April 1560.